# Franco Cortinovis
Franco Cortinovis (Milano, 24 marzo 1945) è un ex ciclista su strada italiano.
Professionista dal 1969 al 1971, conta la vittoria di una tappa al Giro d'Italia.

## Carriera
Fu campione italiano fra i dilettanti nel 1968. Ottenne un solo successo da professionista, la sesta tappa del Giro d'Italia 1969, da Follonica a Viterbo.

## Palmarès
- 1968 (dilettanti)

Campionati italiani, Prova in linea Dilettanti
Coppa San Geo
- 1969 (Sagit, una vittoria)

6ª tappa Giro d'Italia (Follonica > Viterbo)

## Piazzamenti

### Grandi Giri
- Giro d'Italia

1969: ritirato